# مونسون (ماساتشوستس)
مونسون (بالإنجليزية: Monson, Massachusetts)‏ هي بلدة أمريكية تقع في الولايات المتحدة في مقاطعة هامبدن (ماساتشوستس). يقدر عدد سكانها بـ 8,560 نسمة ومساحتها 116.1 كم2 وترتفع عن سطح البحر 124 متر.

## أعلام
- إدوارد ليمان موريس
- ألبرت جي ريدل